# Élections législatives de 2017 dans la Creuse
Les élections législatives françaises de 2017 se déroulent les 11 et 18 juin 2017. Dans le département de la Creuse, un député est à élire dans le cadre d'une circonscription unique.

## Élus
| Circonscription | Député sortant  | Parti | Parti | Député élu ou réélu  | Parti | Parti |
| --------------- | --------------- | ----- | ----- | -------------------- | ----- | ----- |
| 1re             | Michel Vergnier |       | PS    | Jean-Baptiste Moreau |       | LREM  |

## Rappel des résultats départementaux des élections de 2012
| Parti          | Parti                             | Premier tour | Premier tour | Second tour | Second tour | Sièges |
| Parti          | Parti                             | Voix         | %            | Voix        | %           | Sièges |
| -------------- | --------------------------------- | ------------ | ------------ | ----------- | ----------- | ------ |
|                | Parti socialiste                  | 27 235       | 44,41        | 35 463      | 57,55       | 1      |
|                | Europe Écologie Les Verts         | 1 424        | 2,32         |             |             | 0      |
|                | Majorité présidentielle           | 28 659       | 46,73        | 35 463      | 57,55       | 1      |
|                |                                   |              |              |             |             |        |
|                | Union pour un mouvement populaire | 20 726       | 33,80        | 26 157      | 42,45       | 0      |
|                | Divers droite dont DLR            | 447          | 0,73         |             |             | 0      |
|                | Droite parlementaire              | 21 173       | 34,53        | 26 157      | 42,45       | 0      |
|                |                                   |              |              |             |             |        |
|                | Front national                    | 4 692        | 7,65         |             |             | 0      |
|                | Front de gauche                   | 4 600        | 7,50         | 0           |             |        |
|                | Mouvement démocrate               | 1 510        | 2,46         | 0           |             |        |
|                | Divers écologiste dont AÉI        | 363          | 0,59         | 0           |             |        |
|                | Extrême gauche dont LO            | 329          | 0,54         | 0           |             |        |
|                |                                   |              |              |             |             |        |
| Inscrits       | Inscrits                          | 96 753       | 100,00       | 96 735      | 100,00      | 1      |
| Abstentions    | Abstentions                       | 34 267       | 35,42        | 32 525      | 33,62       |        |
| Votants        | Votants                           | 62 486       | 64,58        | 64 210      | 66,38       |        |
| Blancs et nuls | Blancs et nuls                    | 1 160        | 1,86         | 2 590       | 4,03        |        |
| Exprimés       | Exprimés                          | 61 326       | 98,14        | 61 620      | 95,97       |        |

## Résultats

### Résultats par circonscription

#### Circonscription unique
Député sortant : Michel Vergnier (Parti socialiste).
|                                                                  |                                                                       |                           |                           |                          |                          |
|                                                                  |                                                                       | Premier tour 11 juin 2017 | Premier tour 11 juin 2017 | Second tour 18 juin 2017 | Second tour 18 juin 2017 |
|                                                                  |                                                                       |                           |                           |                          |                          |
|                                                                  |                                                                       | Nombre                    | % des inscrits            | Nombre                   | % des inscrits           |
| Inscrits                                                         | Inscrits                                                              | 92 991                    | 100,00                    | 93 001                   | 100,00                   |
| Abstentions                                                      | Abstentions                                                           | 41 723                    | 44,87                     | 48 027                   | 51,64                    |
| Votants                                                          | Votants                                                               | 51 268                    | 55,13                     | 44 974                   | 48,36                    |
|                                                                  |                                                                       |                           | % des votants             |                          | % des votants            |
| Bulletins blancs                                                 | Bulletins blancs                                                      | 1 090                     | 2,13                      | 4 434                    | 9,86                     |
| Bulletins nuls                                                   | Bulletins nuls                                                        | 460                       | 0,90                      | 3 303                    | 7,34                     |
| Suffrages exprimés                                               | Suffrages exprimés                                                    | 49 718                    | 96,98                     | 37 237                   | 82,80                    |
|                                                                  |                                                                       |                           |                           |                          |                          |
| Candidat Étiquette politique (partis et alliances)               | Candidat Étiquette politique (partis et alliances)                    | Voix                      | % des exprimés            | Voix                     | % des exprimés           |
|                                                                  |                                                                       |                           |                           |                          |                          |
|                                                                  | Jean-Baptiste Moreau La République en marche                          | 16 500                    | 33,19                     | 21 679                   | 58,22                    |
|                                                                  | Jérémie Sauty Les Républicains (Union des démocrates et indépendants) | 8 818                     | 17,74                     | 15 558                   | 41,78                    |
|                                                                  | Michel Vergnier (député sortant) Parti socialiste                     | 7 715                     | 15,52                     |                          |                          |
|                                                                  | Laurence Pache La France insoumise                                    | 6 820                     | 13,72                     |                          |                          |
|                                                                  | Martial Maume Front national                                          | 5 225                     | 10,51                     |                          |                          |
|                                                                  | Claude Guerrier Parti communiste français                             | 1 406                     | 2,83                      |                          |                          |
|                                                                  | Pierrette Bidon Europe Écologie Les Verts                             | 1 172                     | 2,36                      |                          |                          |
|                                                                  | Damien Demarigny Debout la France                                     | 716                       | 1,44                      |                          |                          |
|                                                                  | Hervé Guillaumot Nouvelle Donne                                       | 377                       | 0,76                      |                          |                          |
|                                                                  | Cécile Pinault Alliance écologiste indépendante                       | 375                       | 0,75                      |                          |                          |
|                                                                  | Jean-Jacques Lacarrère Lutte ouvrière                                 | 239                       | 0,48                      |                          |                          |
|                                                                  | Philippe Gombert Union populaire républicaine                         | 230                       | 0,46                      |                          |                          |
|                                                                  | Véronique Dubeau-Valade Républicains sociaux                          | 125                       | 0,25                      |                          |                          |
|                                                                  | Michèle Mounier Sans étiquette                                        | 0                         | 0,00                      |                          |                          |
| Source : Ministère de l'Intérieur - Circonscription de la Creuse |                                                                       |                           |                           |                          |                          |